# Heijningen
Heijningen est un village situé dans la commune néerlandaise de Moerdijk, dans la province du Brabant-Septentrional. Le 1er janvier 2009, Heijningen et Fijnaart comptaient ensemble 6 261 habitants.

## Histoire
Heijningen faisait partie de la commune de Fijnaart en Heijningen jusqu'au 1er janvier 1997.